# Hydropolis
Hydropolis je ekologické znalostní a vzdělávací centrum věnované vodě v polské Vratislavi v Dolnoslezském vojvodství. Centrum spojuje vzdělávací hodnoty s moderní výstavní formou.

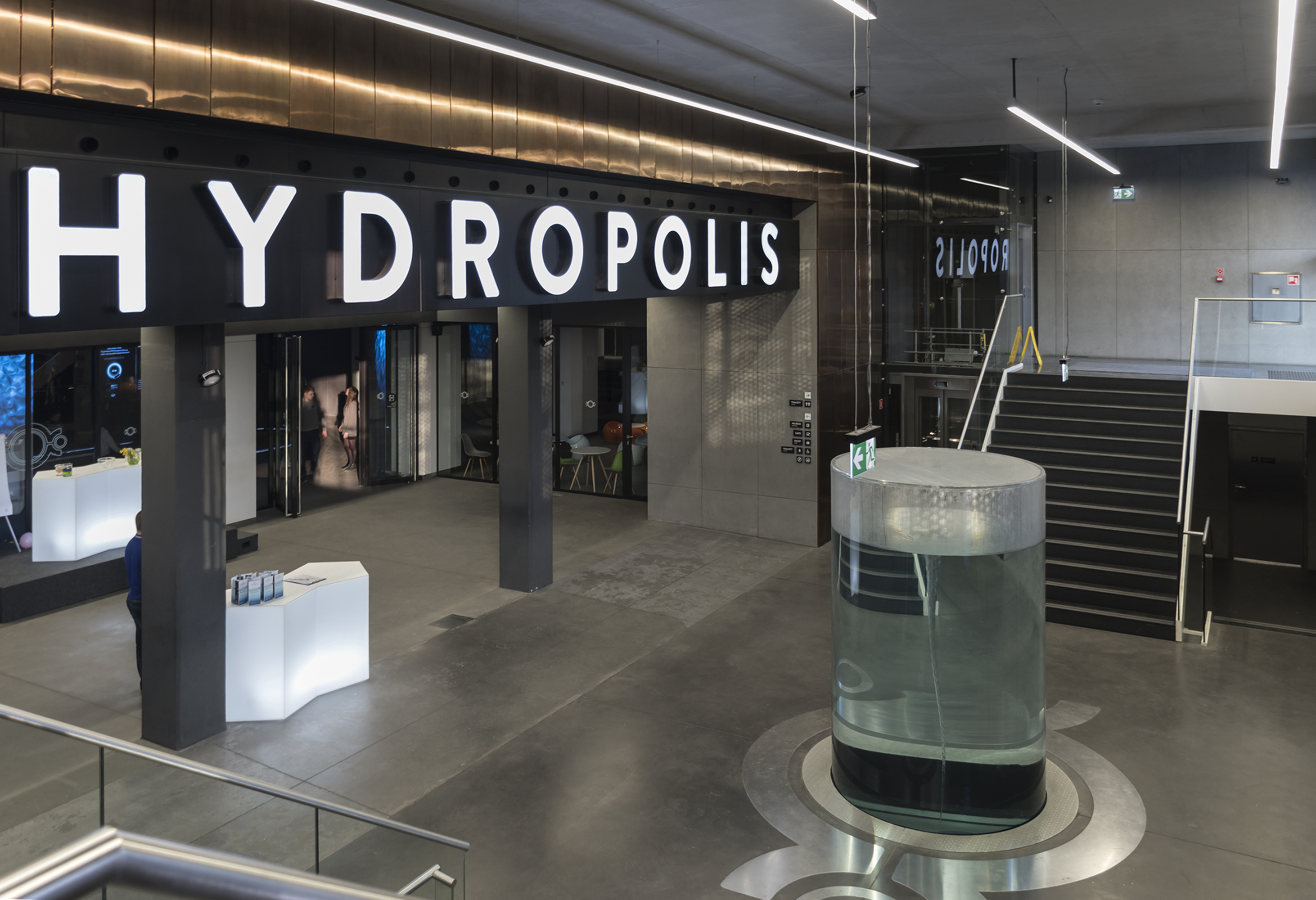
Vratislav - Hydropolis

## Vznik a popis
Jedná se o jediné zařízení tohoto typu v Polsku a jedno z mála na světě. Výstavní plocha je umístěna v historické novogotické podzemní nádrži na čistou vodu z 19. století o rozloze 4600 m². Nádrž vratislavské vodárny fungovala až do roku 2011, kdy byla vyřazena z provozu. Přizpůsobení historické budovy výstavní funkci vyžadovalo zavedení nových architektonických prvků. Nádrž je v poli zapuštěna 360 cm. Její vnitřek tvoří čtyři pravoúhlé komory pokryté železobetonovými válcovými klenbami. Stěny ze slínkových cihel mají tloušťku až 126 centimetrů. Z vnější strany je budova kryta vrstvami hlíny a zeminy. Tloušťka této vrstvy je 160 cm a je na ní luční vegetace. Na zelenou střechu nádrže vedou schody a rampa. Po provedení nezbytné rekonstrukce tak v roce 2015 vzniklo Centrum environmentálního vzdělávání „Hydropolis".
Hydropolis je místo, kde multimediální technologie, interaktivní instalace, věrné repliky a modely, jakož i dotykové obrazovky bohaté na informace slouží jednomu účelu – ukázat vodu ve všech jejích aspektech. Expozice prezentuje procesy, ve kterých je voda zapojena – od funkce vody v lidském těle až po mořské proudy, které formují klima na Zemi.
V jedné z devíti tematických zón, na 360stupňové panoramatické obrazovce, je promítán film o koloběhu vody, jinde je vystaven batyskaf Trieste – první loď s posádkou, která se ponořila do nejhlubšího místa na Zemi. Zajímavá je možnost vyzkoušet si fungování starých vodních mechanismů.

## Základní tematické oblasti
Vodní planeta, Hlubiny, Oceán života, Relaxační zóna, Člověk a voda, Historie vodního inženýrství, Město a voda, Vodní stavy a Dočasné výstavy.
Kromě výstavních aktivit má středisko rozsáhlou vzdělávací nabídku.

## Nejvýznamnější atrakce Hydropolisu
- vodní tiskárna o délce 46,5 m umístěná před vchodem do expozice. Je to vodní clona v jejímž povrchu vznikají obrazce jako z tiskárny
- obrazovka 360 stupňů dlouhá 60 m
- replika „batyskafu Trieste“ v měřítku 1:1
- modely hlubinných ryb
- instalace sestávající ze žraloka a 1500 tuňáků v měřítku 1: 1
- nejpřesnější kopie sochy Davida z akrylu v měřítku 1: 2
- zeď s lišejníky napodobující amazonský prales
- modely vynálezů z doby před 2000 lety
- modely největších lodí na světě
- vitrína s napodobením sněhové bouře
- 3 kinosály
- multimediální maketa Vratislavi
- katalog vraků
- 44 populárních vědeckých článků
- 6 mini her
- atlas mraků
- stojan dispečera pro zásobování vodou
- vodní vír 3,5 metru
- schéma vodního cyklu v přírodě

## Galerie

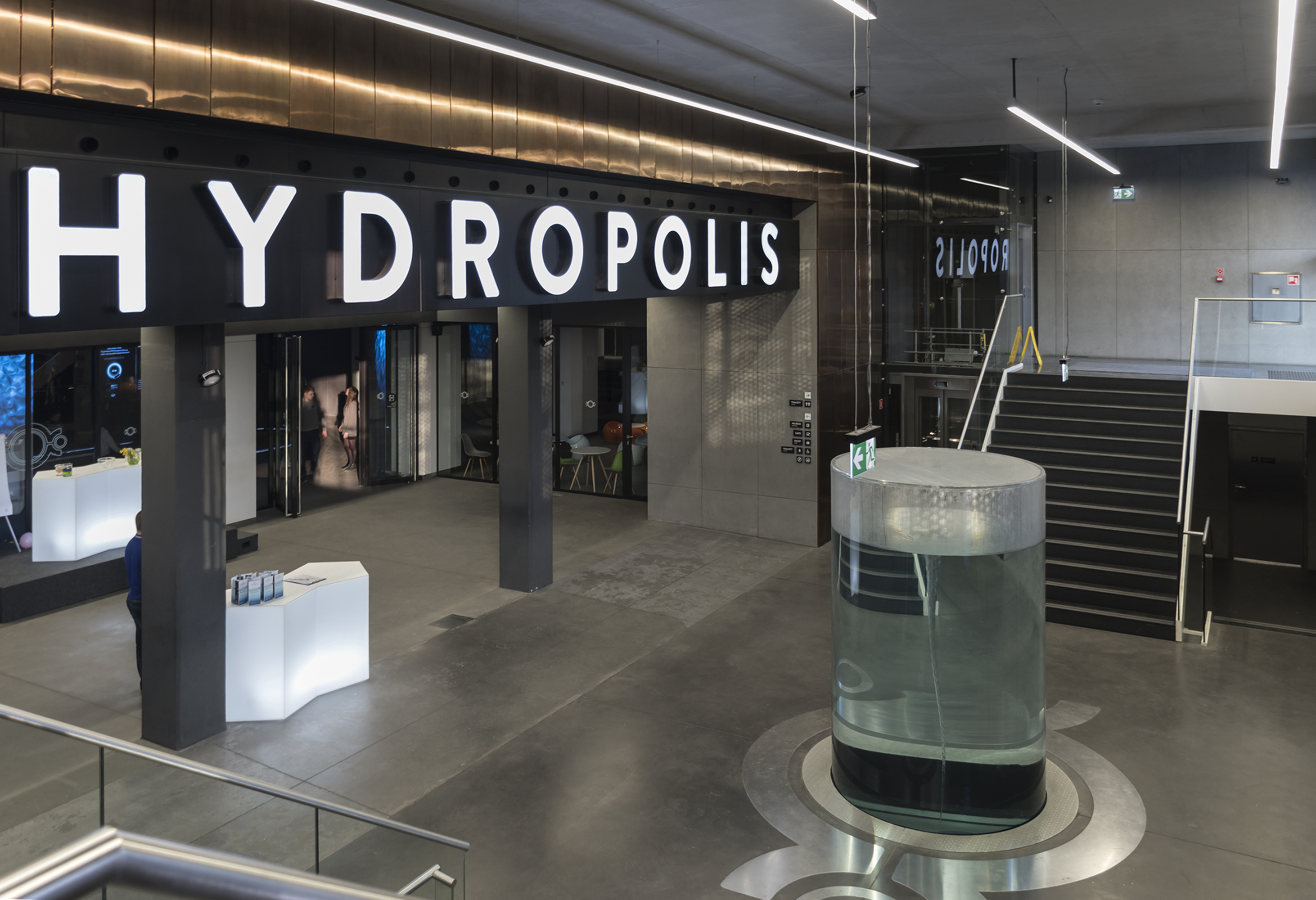
Vstupní hala
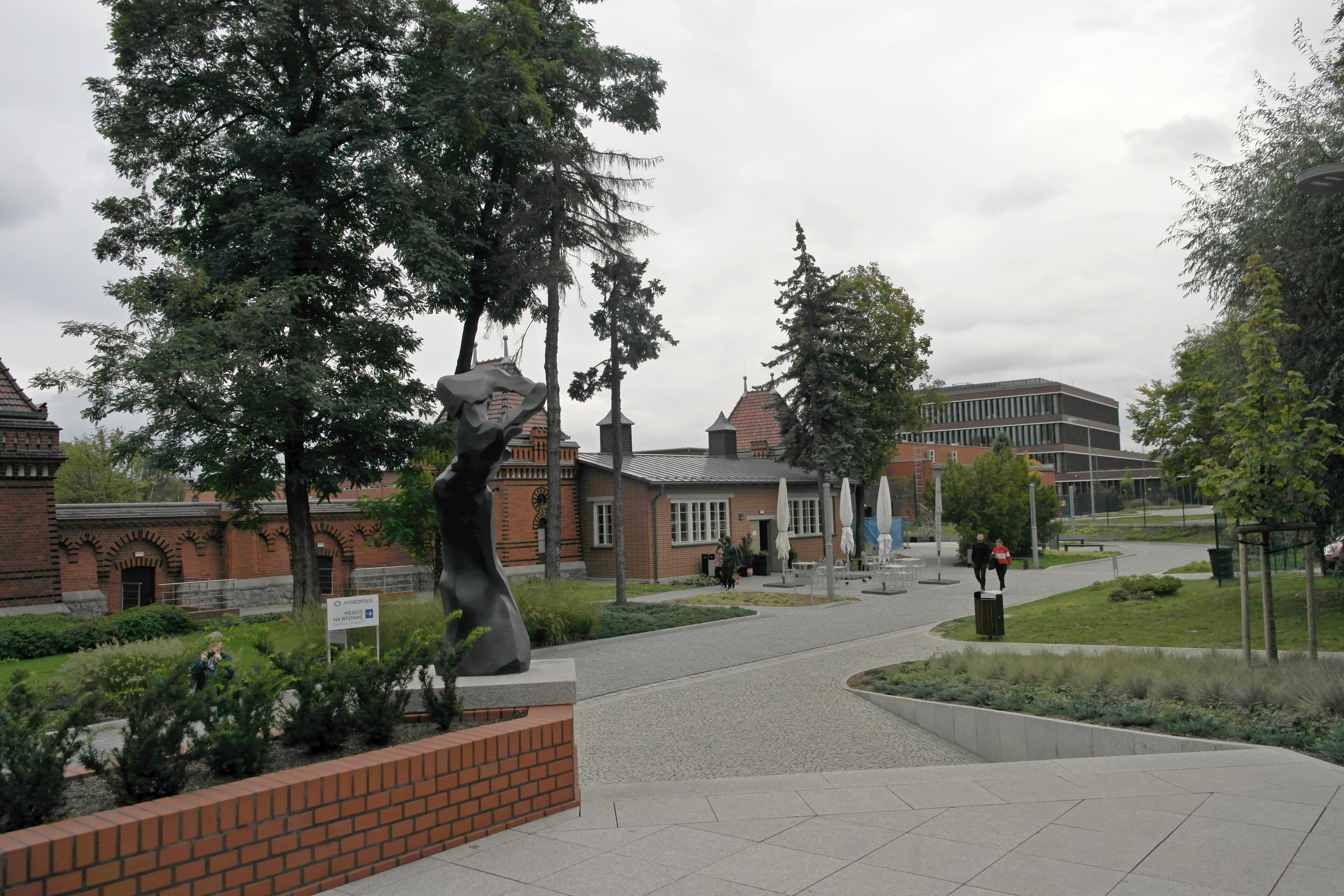
Vstupní areál
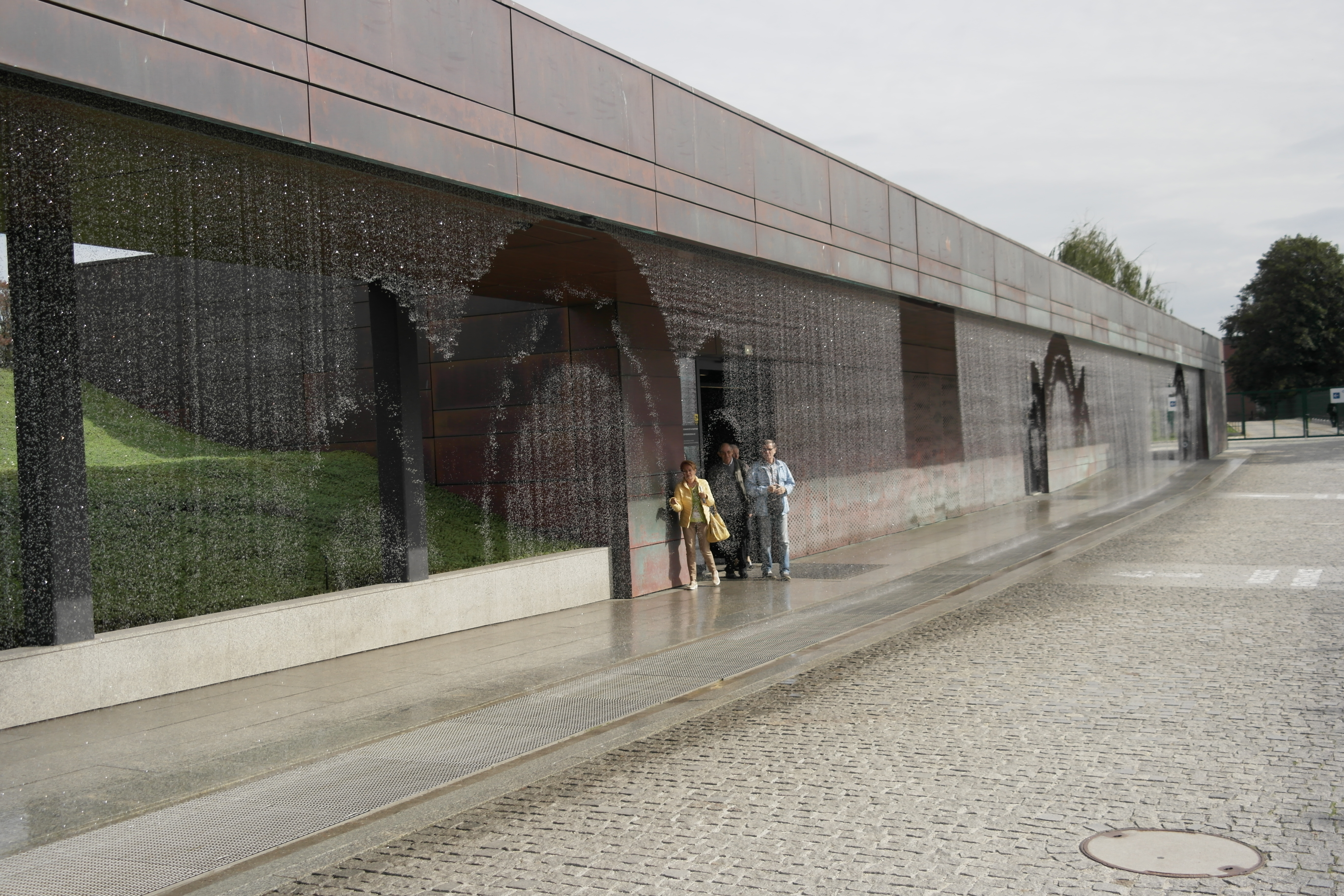
Vodní tiskárna
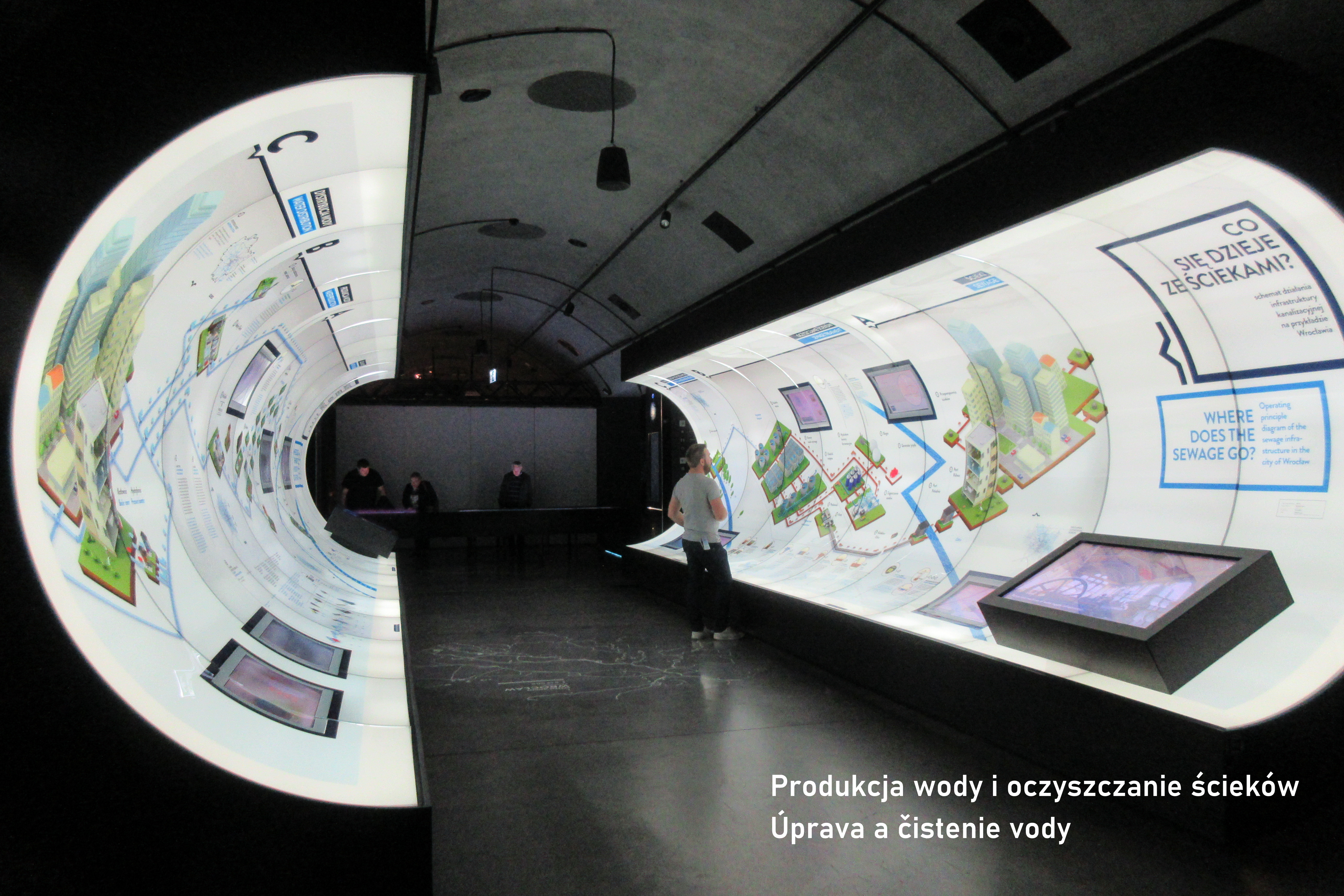
Vše o vodě
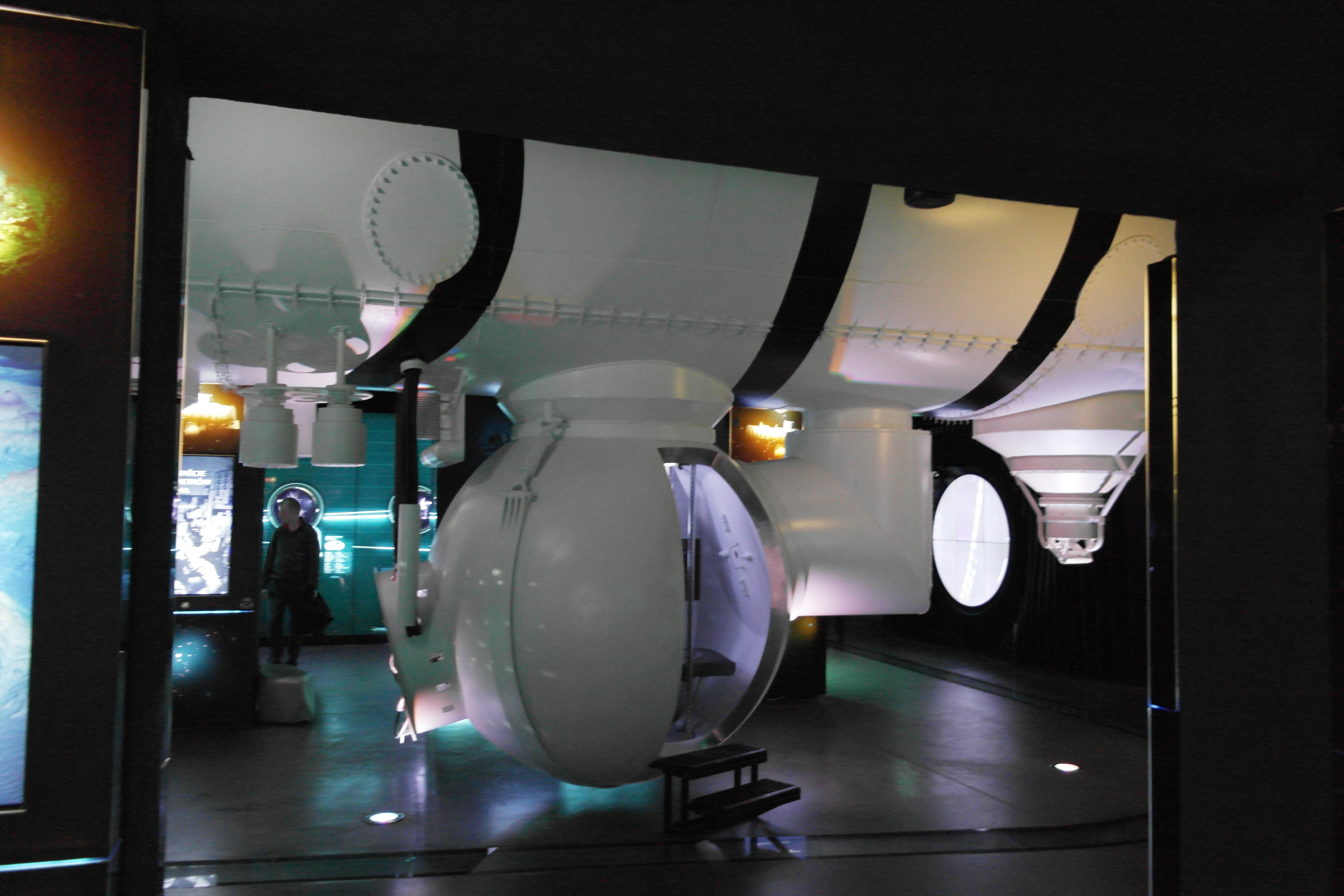
Batyskaf Trieste
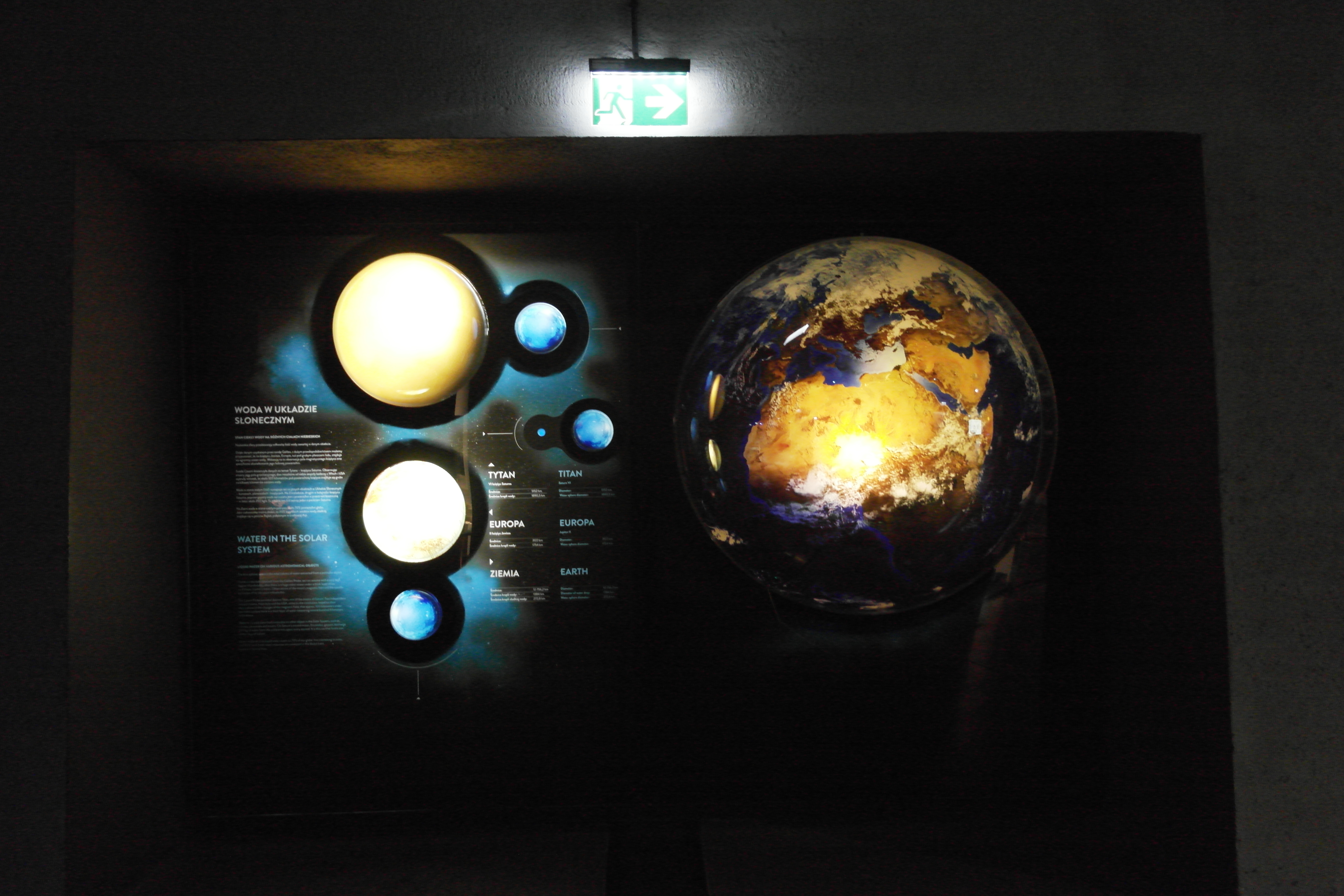
Planety
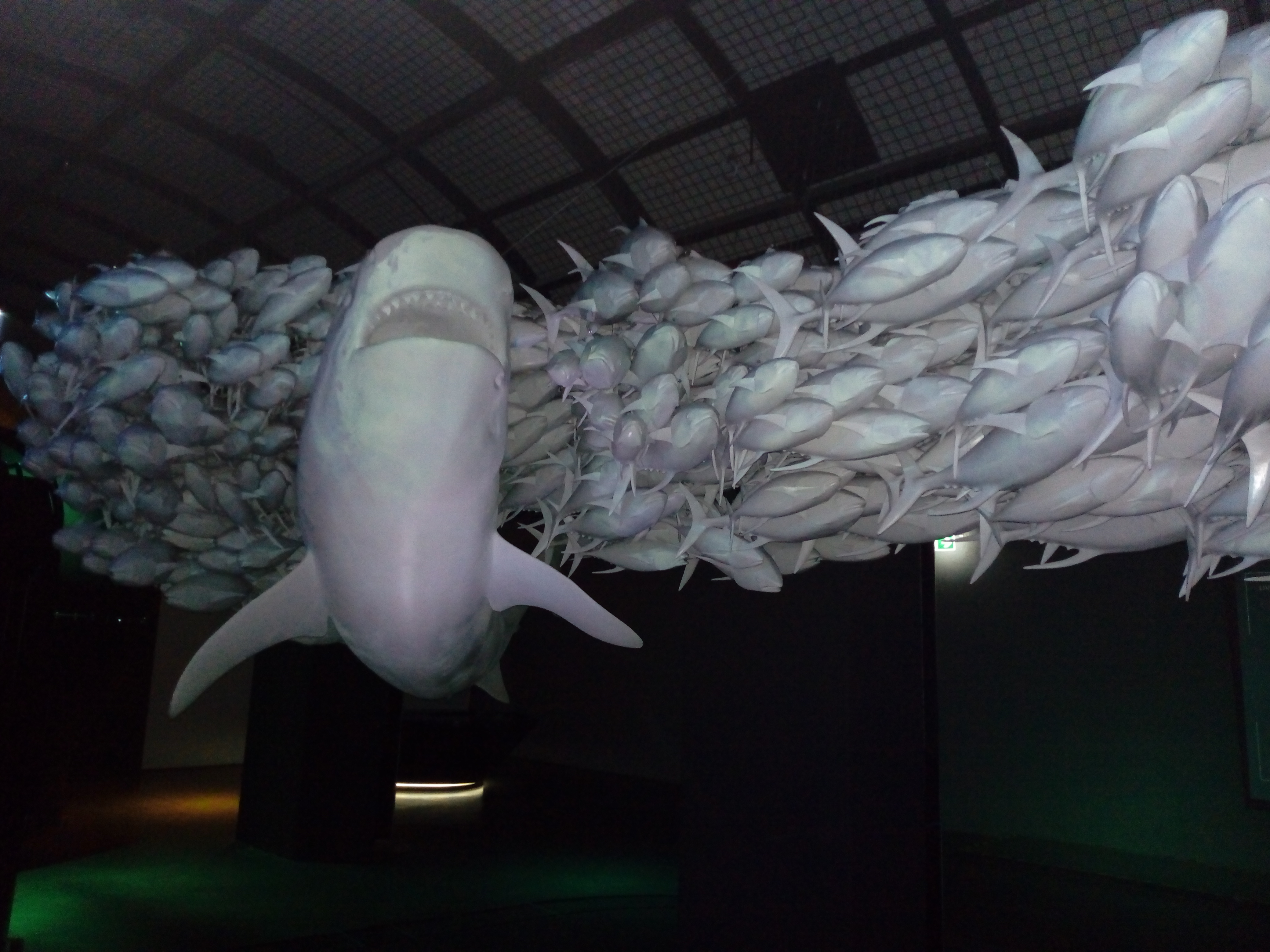
Žralok a tuňáci
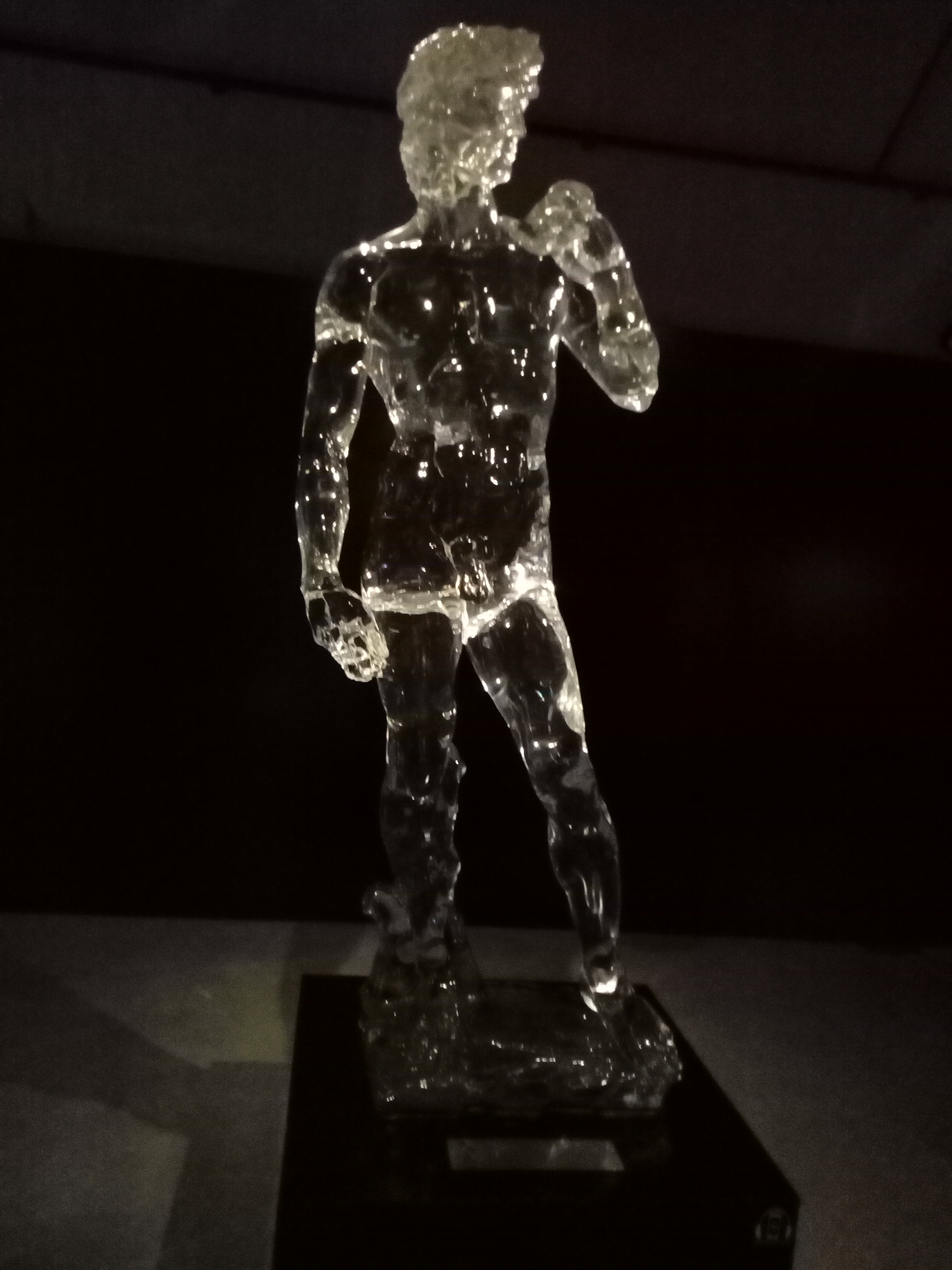
Akrylový David

## Ocenění
- certifikát kvality 2017 a 2018 od Tripadvisor
- titul nejlepší atrakce pro děti roku 2018 podle portálu Dzieckowpodrozy.pl
- nejlepší událost roku 2017 v kategorii Uniqe MP Power Awards
- nejlepší turistický produkt Dolního Slezska 2018
- nejlepší turistický produkt v Polsku 2018
- vyznamenání od prestižního online časopisu Merit Award pro vodní tiskárnu
- dolnoslezský klíč úspěchu pro nejlepší vzdělávací iniciativu